# Giro delle Tre Province
Il Giro delle Tre Province era una corsa in linea di ciclismo su strada per dilettanti, svoltasi in provincia di Milano dal 1967 al 2017. Inserito fino al 2013 nel calendario Elite/Under-23 della Federazione Ciclistica Italiana, nel 2017 è stato riservato agli Juniores.

## Storia
Il Giro delle Tre Province, organizzato dal Gruppo Sportivo Dari Mec, si è svolto per la prima volta nel 1967 nei dintorni di Pioltello in provincia di Milano. Negli anni si è affermata come classica italiana per dilettanti adatta agli arrivi in volata: l'albo d'oro riporta i nomi di velocisti poi affermatisi tra i professionisti come Bontempi, Allocchio, Lombardi, Minali e in tempi più recenti Loddo, Napolitano, Guarnieri e Viviani.
Quattro corridori hanno vinto la corsa per due volte: Maurizio Mantovani, Marco Zanotti, Cristian Bianchini e Jacopo Guarnieri. Andrea Palini, Jacopo Guarnieri e Cesare Cipollini sono i vincitori più giovani mentre Marco Zanotti è il più vecchio. Alberto Loddo detiene il record di percorrenza avendo coperto, nel 2001, i 161 km in 3 ore e 26 minuti alla media di 46,84 km/h.

## Albo d'oro
Aggiornato all'edizione 2017.
| Anno    | Vincitore               | Secondo             | Terzo             |
| ------- | ----------------------- | ------------------- | ----------------- |
| 1967    | Franco Vanzin           |                     |                   |
| 1968    | Felice Salina           |                     |                   |
| 1969    | Pietro Algeri           |                     |                   |
| 1970    | Ettore Rinaldi          |                     |                   |
| 1971    | Aurelio Zacchi          |                     |                   |
| 1972    | Guido Lussignoli        |                     |                   |
| 1973    | Mario Boglia            |                     |                   |
| 1974    | Maurizio Mantovani      |                     |                   |
| 1975    | Maurizio Mantovani      |                     |                   |
| 1976    | Tadeusz Zawada          |                     |                   |
| 1977    | Cesare Cipollini        |                     |                   |
| 1978    | Maurizio Orlandi        |                     |                   |
| 1979    | Silvestro Milani        |                     |                   |
| 1980    | Guido Bontempi          |                     |                   |
| 1981    | Walter Pettinati        |                     |                   |
| 1982    | Antonio Leali           |                     |                   |
| 1983    | Gábor Szűcs             |                     |                   |
| 1984    | Stefano Allocchio       |                     |                   |
| 1985    | Gianbattista Bardelloni |                     |                   |
| 1986    | Luciano Boffo           |                     |                   |
| 1987    | Giovanni Fidanza        |                     |                   |
| 1988    | Maurizio Tomi           | Fausto Bignami      |                   |
| 1989    | Walter Brambilla        | Johnny Carera       | Ilario Guzzon     |
| 1990    | Marco Testa             |                     |                   |
| 1991    | Giovanni Lombardi       |                     |                   |
| 1992    | Nicola Minali           |                     |                   |
| 1993    | Francesco Arazzi        | Michele Zamboni     | Alberto Destro    |
| 1994    | Simone Tomi             |                     |                   |
| 1995    | Fulvio Frigo            |                     |                   |
| 1996    | Marco Zanotti           | Marco Cannone       | Ermanno Tonoli    |
| 1997    | Cristian Bianchini      |                     |                   |
| 1998    | Daniele Galli           | Enrico Degano       | Miguel Ángel Meza |
| 1999    | Marco Zanotti           | Nicola Chesini      | Luigi Giambelli   |
| 2000    | Christian Bianchini     | Angelo Furlan       | Alberto Loddo     |
| 2001    | Alberto Loddo           | Roman Luhovyj       | Luca Cappa        |
| 2002    | Enrico Grigoli          | Roland Turelli      | Giacomo Montanari |
| 2003    | Christian Murro         | Angelo Ciccone      | Luca Cappa        |
| 2004    | Danilo Napolitano       | Maximiliano Richeze | Paride Grillo     |
| 2005    | Alberto Curtolo         | Daniele Callegarin  | Oscar Gatto       |
| 2006    | Alex Buttazzoni         | Manuel Belletti     | Giovanni Carini   |
| 2007    | Jacopo Guarnieri        | Andrea Pinos        | Davide Pontiroli  |
| 2008    | Jacopo Guarnieri        | Matteo Busato       | Paolo Capponcelli |
| 2009    | Andrea Palini           | Filippo Baggio      | Elia Viviani      |
| 2010    | Elia Viviani            | Davide Gomirato     | Rudy Dal Bo       |
| 2011    | Marco Amicabile         | Christopher Whorral | Marco Zanotti     |
| 2012    | Nicola Ruffoni          | Alessandro Forner   | Marco Benfatto    |
| 2013    | Redi Halilaj            | Matteo Azzolini     | Federico Borella  |
| 2014-16 | Non disputato           | Non disputato       | Non disputato     |
| 2017    | Federico Marchi         | Kevin Colleoni      | Luca Volpi        |